# Metapone mjobergi
Metapone mjobergi är en myrart som beskrevs av Auguste-Henri Forel 1915. Metapone mjobergi ingår i släktet Metapone och familjen myror. Inga underarter finns listade i Catalogue of Life.